# Jeunesse indépendante chrétienne
 (octobre 2022).
Pour les articles homonymes, voir JIC.
La Jeunesse indépendante chrétienne (JIC) est un mouvement chrétien de jeunesse, fondé en 1929 et reconnu par l'Église en 1935. Il s'inscrit dans la famille des mouvements d'Action catholique, recommandés par le Concile Vatican II.

## Historique

### 1929–1935: la Jeunesse chrétienne (JC)
Alors que sont fondés différents mouvements de jeunes chrétiens pour les ouvriers, les agriculteurs, les étudiants et les marins, ceux qui ne sont pas de ces milieux créent alors la Jeunesse chrétienne (JC) en 1929. Entre 1933 et 1935, l'objectif du mouvement se clarifie : la Jeunesse chrétienne « s'adresse aux jeunes issus de la bourgeoisie et des classes moyennes ».

### Depuis 1935: la Jeunesse indépendante chrétienne (JIC)
La Jeunesse chrétienne est renommée la Jeunesse indépendante chrétienne pour regrouper les travailleurs indépendants qui se joignent au mouvement.
En 1945, la JIC est approuvée comme une structure d'éducation populaire.
En 1965, la JIC regroupe désormais des étudiants, mouvement jusqu'alors entièrement composé de professionnels.
En 1978, la JIC devient mixte, même s'il existe la Jeunesse indépendante chrétienne féminine depuis 1931.

## Organisation
La JIC s'organise en plusieurs équipes de jeunes à travers la France[évasif]. Les jeunes se retrouvent pour faire révision de vie[pas clair]. L'aumônier national est Jean-Francois PETIT, le président du Conseil d'Administration étant Olivier Vandôme. Ils planifient ainsi des rencontres et des camps d'été. 
Le Bureau National Jeune de la JIC regroupe sept jeunes.